# Culex macrostylus
Culex macrostylus är en tvåvingeart som beskrevs av Sirivanakarn och Ramalingam 1976. Culex macrostylus ingår i släktet Culex och familjen stickmyggor. Inga underarter finns listade i Catalogue of Life.